# Quatuor à cordes no 16 de Beethoven
Pour les articles homonymes, voir Quatuor à cordes no 16.

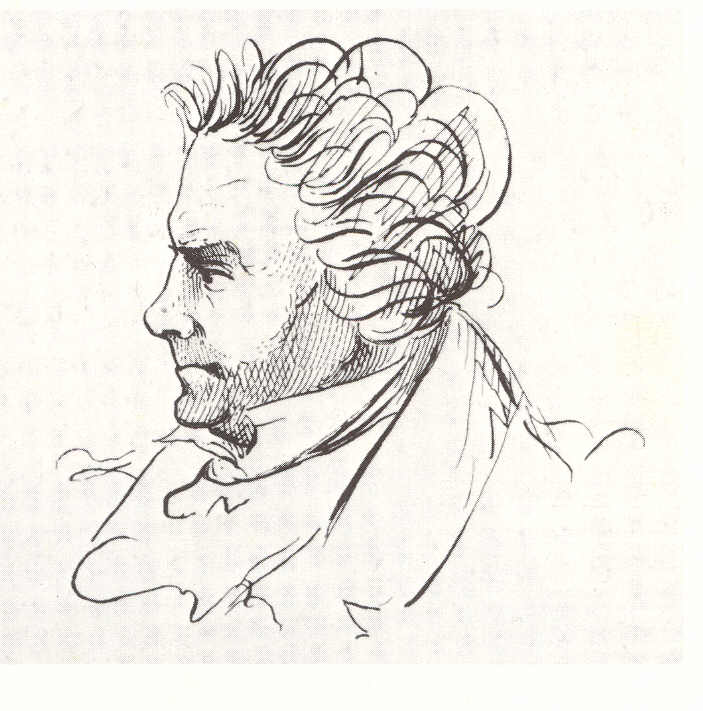
Caricature de Beethoven par J.P.Lyser 1825

Le quatuor à cordes no 16 en fa majeur, op. 135, de Ludwig van Beethoven, est composé rapidement de juin à septembre 1826 et publié en septembre 1827 avec une dédicace à Johann Wolfmayer, un commerçant mécène. Il est le dernier des quatuors de Beethoven, et même sa dernière œuvre. Le compositeur l'intitule « Der schwergefasste Entschluss » (La résolution difficilement prise).

## Présentation de l'œuvre
Composé après le grand Quatorzième Quatuor, le Seizième Quatuor n'est jamais joué du vivant de son compositeur. Il est créé, comme tous les autres quatuors de la dernière période, par la formation de Schuppanzigh. Sa composition est contemporaine de problèmes familiaux (tentative de suicide de son neveu Karl, dont il avait la charge), pécuniaires et de santé, mais il reste empreint de simplicité et d'optimisme. Si on excepte le finale de substitution que Beethoven composa pour son Treizième Quatuor à l'automne 1826, le Seizième Quatuor est sa dernière œuvre.
Des derniers quatuors il est le plus court et le plus classique. Le troisième mouvement porte le titre « Süsser Ruhegesang, Friedensgesang » (doux chant de repos, de paix). Son thème rappelle celui de la scène au bord du ruisseau de la Symphonie pastorale. 
Selon André Boucourechliev, le mouvement final, par les grandes lignes de sa structure, rappelle la sonate pathétique.
Selon Theodor de Wyzewa : "Mais quel autre que Beethoven aurait su mettre, en quelques lignes d'un contrepoint simple et sans recherche, une aussi poignante expression de mélancolie ? Toujours la même phrase se déroule, lente et sombre, et parfois elle s'élève comme une plainte ou un reproche, et la voici qui revient en dessous avec sa lourde tristesse.Il faut aller jusqu'aux derniers quatuors, notamment au largo du quatuor en la majeur (op. 135), pour retrouver un pareil accent de désolation."

### Mention épigraphique
Ce quatuor est resté célèbre pour l’inscription, sur le manuscrit, d'un autographe de Beethoven. En effet, le dernier mouvement porte l'inscription en épigraphe: « Muß es sein? Es muß sein! » (« Le faut-il ? Il le faut ! »). 
Le sens de ce motto, qui traduit la pensée créatrice de Beethoven, a suscité de nombreux commentaires. Il peut s'agir : 
- d'une référence à une conversation entre deux amis surpris par le musicien, qui s'est amusé de l'opposition et qui en fait une traduction musicale, même si on peut y voir des connotations  métaphysiques, puisque le verbe « müssen » porte la notion de nécessité inévitable et peut donc facilement amener la notion de destin (littéralement : « Cela doit-il être ? Cela doit être ! ») ;

- de la réponse de Beethoven à un certain Dembscher ayant voulu faire jouer chez lui un de ses quatuors sans bourse délier ; le compositeur a exigé en réponse que le quidam lui paye 50 florins[3] ;
- d'une sorte de mise en scène, destinée à l’éditeur ; selon Élisabeth Brisson : " (...) éditeur, qui va certainement se sentir lésé et rebuté par les passages sauvages, en rupture avec les habitudes d’écoute de l’époque, telle la répétition cinquante fois de suite du même motif dans le Trio du Vivace : pour se faire pardonner, Beethoven a l’idée judicieuse de se présenter comme victime de son inspiration ![6].